# Pottia punctulata
Pottia punctulata là một loài rêu trong họ Pottiaceae. Loài này được Renauld & Paris mô tả khoa học đầu tiên năm 1902.
Danh pháp khoa học của loài này chưa được làm sáng tỏ. 